# 데스노트의 등장인물 목록
아래는 데스노트 시리즈에 등장하는 등장인물의 소개이다. 데스노트 극장판에서는 일부 성우가 변경되었다.

## 키라
- 야가미 라이토(夜神月, Light Yagami)

- 성우 : 미야노 마모루 / 김영선 / 브래드 스웨일
- 데스노트 (2006년 영화) : 후지와라 타츠야

1986년 (애니메이션에서는 1989년) 2월 28일생 (17-18세) 신장 179cm 체중 58>54kg 혈액형 A형
'月'라 쓰고 라이토(영문 표기는 Light)라 읽는 이름을 가지고 있는 라이토는 공부와 스포츠 모두에서 초일류급인 천재 타입의 인물 매일 같은 일상이 반복되는 세상이 따분하다는 생각을 갖고 있던 즈음에 우연하게도 사신 류크가 인간계에 떨어뜨린 데스노트를 줍게되고 이를 이용해 키라(キラKiller)라는 이름으로 세상을 개혁 - 신세계의 신이 되려는 목적을 갖게된다. 라이토의 행적은 크게 데스노트 1부와 2부로 나뉘어서 설명할 수 있다.
데스노트 1부) 라이토는 키라의 정체를 캐내려는 명탐정 L과 치열한 대결을 펼친다. 그러던 도중 또다른 데스노트의 소유자인 아마네 미사의 등장으로 상황은 복잡하게 흘러가게되고.... 결국 L이 미사를 제 2의 키라로 지목하여 구속하는 바람에 라이토가 궁지에 몰리게 된다. 이상황을 돌파하기 위하여 라이토는 데스노트의 소유권과 룰을 이용한 치밀한 계획을 깔아두게 된다. 결과적으로 라이토는 자신과 미사의 결백함을 증명함과 동시에 정답에 한없이 가까워졌던 L에게 결정타를 날리게 되고..... L은 라이토의 계략에 빠져든 사신 렘에 의하여 사망하게 된다. 라이토는 L의 사후 2대 L이 된다.
데스노트 2부) L이 죽은지 몇년후 L의 후계자인 니아와 멜로가 나타나 키라에게 도전장을 던진다. SPK를 조직하여 키라를 쫓는 니아와 마피아를 이용한 대담한 행동을 벌이는 멜로 - 이 두사람 때문에 라이토는 키라로서의 활동에 크게 제약을 받게 된다. 이에 대향하듯 라이토는 키라를 광적으로 신봉하는 인물인 미카미 테루와 타카다 키요미를 키라의 대변자로 이용하여 심판을 이어나간다. 그러나 이점을 간파한 니아와 멜로! 멜로의 희생을 통하여 라이토=키라라는 확신을 얻은 니아는 치밀한 작전을 실행하여 미카미를 이용해 노트의 존재에 대해 아는 사람은 모두 죽이려고 했던 라이토에게서 승리를 거둔다. 이후 라이토는 숨겨둔 노트조각을 이용하여 니아를 포함한 모두를 죽이려 하지만, 마츠다에 의하여 실패 - 결국 사신 류크의 데스노트에 이름이 적혀 파란만장한 인생을 마감한다.
- 아마네 미사(弥海砂, Misa Amane)

- 성우 : 히라노 아야 / 정소영 / 섀넌 챈켄트
- 데스노트 (2006년 영화) : 토다 에리카

1984년 (애니메이션에서는 1987년) 12월 25일생 (18-19세) 신장 152cm 체중 36kg 혈액형 AB형
MISA☆라는 예명을 사용하는 아이돌 탤런트. 천진난만한 백치미 스타일 자신의 부모를 살해한 범인을 키라가 죽여 준 것을 계기로 키라에게 숭배와 가까운 감정을 품게 되었다. 사신 렘을 통하여 데스노트를 손에 넣은 미사는 키라를 만나기 위해 도쿄로 상경한다. 이후 '제2의 키라'로서 활동하게 되고 라이토를 만나게 된다. 그러나 미사가 제 2의 키라라는 증거를 L이 잡아내는 바람에 라이토를 궁지에 몰아넣게 되는 원인이 된다.
- 미카미 테루(魅上照, Teru Mikami)

- 성우 : 마츠카제 마사야 / 정명준 / 커비 모로

1982년 6월 7일생. 2010년 2월 7일 사망 신장 175cm 체중 56kg 혈액형 A형
데스노트 2부에 등장하는 인물. X키라(니아가 붙인 명칭) 직업은 검사 모든일에 철두철미하고 규칙적이다. 광적인 정의감을 지닌 인물로 범죄자를 심판하는 키라를 신으로 생각하며 신봉한다. 니아와 멜로에 의하여 데스노트를 통한 심판에 제역을 받게 된 라이토가 뛰어난 두뇌와 자신과 거의 같은 가치관을 지닌 인물인 미카미에게 데스노트를 몰래 넘겨 제 3의 키라로서 이용한다. 미카미는 키라에게 선택되었다는 사실에 매우 기뻐하며 라이토의 생각대로 범좌자들을 데스노트의 힘으로 심판한다. 이후 타카다 키요미를 키라의 대변자로 지정하여 라이토와의 연락을 취하는데도 성공하는등 여러 가지로 라이토를 도와주는 결과를 많이 만들어낸다. 그러나 이러한 미카미의 치밀함을 역이용한 니아의 작전에 의하여 결국은 라이토가 키라라는 사실을 증명하게 해주는 결정적인 실수를 범하게 된다. 결말 부분에선 라이토의 사망 이후 형무소에 수감되지만, 얼마안가 사망. (데스노트 애니메이션에선 동맥을 스스로 끊어 과다출혈사.)
- C키라

라이토 사망 3년 후, 지상에 떨어진 데스 노트를 줍고 병으로 고통받는 노인들이나 삶에 의지가 없는 청년들을 죽이는 새로운 키라. 모습은 공개되지 않으며 원작 만화에만 등장한다. 마지막엔 니아로부터 살인자라는 소리를 듣고 자신의 데스노트로 자결한다.

## 키라대책본부
- L(L. LAWLIET, 류가 히데키, 류자키)

- 성우 : 야마구치 캇페이 / 엄상현 / 알레산드로 줄리아니
- 데스노트 (2006년 영화) : 마츠야마 켄이치

1979년 (애니메이션에서는 1982년) 10월 31일생 (24-25세) 신장 179cm 체중 50kg 혈액형 불명
어떠한 사건이든 반드시 해결해 내는 세계 최고의 명탐정. 눈 밑에 다크 서클이 있는 폐인 스타일에 단 것을 매우 좋아하는 한심한 겉모습을 보이나 상상을 뛰어넘는 추리력을 지니고있다. 키라사건에 개입하여 키라의 정체를 캐내기 위하여 노력하며, 라이토와 치열한 심리전을 벌이게 된다. L의 대담하고 뛰어난 추리력으로 [라이토 = 키라]라는 사실을 증명하는데 99%성공하지만 데스노트의 룰을 이용한 라이토의 치밀한 함정에 의하여 나머지 1%를 이끌어 내는데 실패한다. 결국 L은 라이토의 계획대로 사신 렘의 데스노트에 이름이 적히는 바람에 사망한다.
- 야가미 소이치로(夜神宗一郞, Soichiro Yagami)

- 성우 : 우치다 나오야 / 장광 / 크리스 브리튼
- 데스노트 (2006년 영화) : 카가 타케시

1955년 (애니메이션에서는 1958년) 7월 12일생 (48-49세) 신장 181cm 체중 68kg 혈액형 A형
라이토의 아버지. 현재 일본 경찰청에서 형사국장직을 맡고 있다. 아들인 라이토가 키라라는 것을 모른 채 키라 조사본부의 지휘관이 되어 목숨의 위협을 감내하며 키라를 잡기 위해 노력한다. 소이치로는 데스노트 2부에서 멜로를 잡기위한 라이토의 계략에 의하여 류크와 사신의 눈을 거래하여 멜로의 본명을 알아내는데 성공하지만 직후 멜로의 부하가 쏜 총을 맞고 사망.
- 마츠다 토타(松田桃太, Tota Matsuda)

- 성우 : 나이토 료 / 안용욱 / 빈센트 통
- 데스노트 (2006년 영화) : 아오야마 소다

1978년 (애니메이션에서는 1981년) 12월 14일생 (24-25세) 신장 174cm 체중 59kg 혈액형 B형
키라사건 수사본부의 형사 엉뚱한 구석이 있지만 착하고 정의감이 강한 인물 뛰어난 추리력과 리더쉽을 지닌 라이토를 존경한다. 요츠바 키라를 수사할 때 결정적인 열활을 하는등 나름대로 작중에서의 활약이 두드러진다.
- 모기 칸조(模木完造, Kanzo Mogi)

- 성우 : 나카이 카즈야 / 최한 / 존 머피
- 데스노트 (2006년 영화) : 시미즈 신

1973년 (영화 1979, 애니메이션 1976) 9월 13일생 (26세, 30-31세) 신장 188cm 체중 81kg 혈액형 O형
키라사건 수사본부의 형사. 건장한 체격에 맡을일은 철저하게 해내는 인물로, L이 와타리 다음으로 신뢰한다. 주로 L의 부탁을 받아 위험한 정보의 수집과 미행등을 해왔다. 요츠바 키라사건 이후 아마네 미사의 매니저로서 활동하며 그녀를 성심성의껏 돌봐주었다. 데스노트 2부에선 니아의 추리에 의하여 라이토를 의심하게 된다.
- 아이자와 슈이치(相沢周市, Shuichi Aizawa)

- 성우 : 후지와라 케이지 / 사성웅 / 트레버 듀발
- 데스노트 (2006년 영화) : 오쿠다 타츠히로

1969년 (애니메이션에서는 1972년) 5월 11일생 (34-35세) 신장 183cm 체중 70kg 혈액형 B형
키라사건 수사본부의 형사. L 대담한 수사 방식에 불만을 품지만 그의 뛰어난 추리력을 믿고 키라를 잡는데 적극 협조한다. 데스노트 2부에서 니아의 추리에 의하여 라이토를 의심하게 되고, 여러 가지 일들을 통하여 수사본부내의 멤버들중 가장 빠르게 라이토가 키라라는 사실을 어렴풋이 알게 된다.
- 우키타 히로카즈(宇生田広数, Hirokazu Ukita)

- 성우 : 키우치 히데노부 / 하성용 / 제러미 프롬
- 데스노트 (2006년 영화) : 나카무라 이쿠지

1977년 (영화 1950년경, 애니메이션 1980) 11월 9일생 (26세 47-56세) 신장 161cm 체중 51kg 혈액형 A형
키라사건 수사본부의 형사. 아이자와와 마찬가지로 L의 수사 방식에 대해 불만을 품고 있었다. 제 2의 키라인 미사가 사쿠라 TV에 보낸 비디오를 회수하기 위하여 출동하였다가 멀리서 지켜보던 미사에 의해 살해당함.
- 이데 히데키(伊出英基, Hideki Ide)

성우 : 이시카와 히데오 / 곽윤상 / 브라이언 돕슨
키라사건 수사본부의 형사. 초기엔 L에 대한 불신으로 수사본부엔 참가하지 않고 경시청에서 독자적으로 키라사건에 대한 조사를 하였다. 후에 L을 돕게 된 계기로 수사본부에 합류한다. 아이자와와는 경시청에서 오랫동안 동고동락한 동료이자 친구 사이. 애니메이션 (11화)에서 잠깐 등장하고 요츠바 사건이후 수사본부에 정식으로 남게된다. 데스노트 2부에서 라이토를 의심하는 아이자와를 지지하는 모습을 보여준다.

### L의 협력자
- 와타리(ワタリ, Watari)

- 성우 : 코바야시 키요시 / 박영화 / 프렌치 티크너
- 데스노트 (2006년 영화) : 후지무라 쥰지

1933년 (애니메이션에서는 1936년) 5월 1일생 (70-71세) 신장 175cm 체중 51kg 혈액형 B형
- 본명: '퀼시 와미', 'Quilsh Wammy'

L의 오른팔과 같은 존재. 외부와의 접촉을 꺼려하는 L을 대신하여 그의 대리인 일을 맡고 있다. 영국 신사와 같은 차분한 느낌을 주는 노인으로 다양한 분야에 관한 식견과 업무처리능력을 지녔다. 예전에는 발명가였으며 발명으로 벌어들인 수익은 보육원 건설에 사용하였다. 훗날 라이토의 계락에 의하여 사신 렘의 데스노트에 이름이 적혀 사망한다.
- 아이버(アイバー, Aiber)

- 성우 : 키리모토 타쿠야 / 현경수 / 데이비드 오스
- 본명: '티에리 모렐로' 'Tierry Morrello

L의 의뢰를 받아 요츠바 키라의 수사때부터 참여한 프로 사기꾼. 웨디와 콤비로 활동함 뛰어난 언어 구사력을 이용하여 어떠한 상대와도 친해져서 신뢰 & 정보를 얻어낸다. 싸움을 싫어하는 성격. 훗날 데스노트를 사용한 라이토에 의하여 병사.
- 웨디(ウエディ, Weddy)

- 성우 : 나가사와 미키 / 김지혜 / 비너스 터조
- 본명: '메리 켄우드', 'Merrie Kenwood'

L의 의뢰를 받아 요츠바 키라의 수사때부터 참여한 프로 도둑 아이버와 콤비로 활동함 어떠한 보안장치라도 돌파해버리며 무언가를 훔치는데도 일가견이 있다. 훗날 데스노트를 사용한 라이토에 의하여 오토바이 교통사고로 사망

## 요츠바 그룹
미사 때문에 궁지에 몰린 라이토가 데스노트의 룰을 이용하여 자신의 혐의를 벗겨내기 위하여 이용한 대기업 간부 8명을 가리킨다. 일명 요츠바 키라.
- 오오이 타케시(尾々井剛, Takeshi Ooi)

성우 : 야나다 키요유키 / 권영호 / 마이클 콥사
1961년 3월 31일 ~ 2005년 4월 10일
- 키다 마사히코(樹多正彦, Masahiko Kida)

성우 : 아이자와 마사키 / 장성호 / 마틴 심스
1971년 10월 20일 ~ 2005년 4월 10일
- 시무라 스구루(紙村英, Suguru Shimura)

성우 : 요코오 히로유키 / 이재웅 / 브라이언 드러먼드
1968년 7월 21일 ~ 2005년 4월 10일
- 타카하시 에이이치(鷹橋鋭一, Eiichi Takahashi)

성우 : 니시 린타로 / 김정은 / 데이비드 오스
1963년 12월 19일 ~ 2005년 4월 10일
- 나미카와 레이지(奈南川零司, Reiji Namikawa)

성우 : 노지마 히로후미 / 송준석 / 테드 콜
1974년 8월 3일 ~ 2005년 4월 10일
- 미도우 신고(三堂芯吾, Shingo Mido)

성우 : 하나와 에이지 / 변현우 / 트레버 듀발
1972년 1월 25일 ~ 2005년 4월 10일
- 히구치 쿄스케(火口卿介, Kyosuke Higuchi)

성우 :  후타마타 잇세이 / 이상범 / 앤드루 카바다스
라이토의 계략에 의하여 사신 렘에게 데스노트를 넘겨받게 되는 인물. 탐욕과 출세욕에 찌든 전형적인 악인. 훗날 L과 라이토(키라때의 기억을 잃은 상태)의 치밀한 계획에 의하여 요츠바 키라로서 체포되나, 직후 모든 기억을 찾게 된 라이토에 의하여 죽게됨.
1972년 6월 6일 ~ 2004년 10월 28일
- 하토리 아라요시(葉鳥新義, Arayoshi Hatori)

성우 : 토쿠모토 유키토시 / 김기흥 / 사이먼 하야마
1971년 3월 22일 ~ 2004년 10월 31일
요츠바 죽음의 회의에서 회의에서 빠지고 싶다는 말을 하여 요츠바 키라(히구치)에 의해 살해당함.

## 사신
- 류크(リューク, Ryuk)

- 성우/데스노트 (2006년 영화) : 나카무라 시도 (2대) / 민응식(TVA) / 브라이언 드러먼드

라이토가 주운 데스노트의 원래 주인인 사신 사신계에서 사신의 일이 따분하다고 생각하고 데스노트를 인간계에 떨어뜨린 인물 사과를 좋아한다. 목소리는 애니판이나 극장판이나 변한 게 없다.
- 렘(レム, Rem)

- 성우 : 사이토 키미코 / 최문자 / 콜린 휠러
- 배우 : 이케하타 신노스케

미사에게 데스노트를 건네준 여자 사신 제라스의 사건으로 인해 사신을 죽이는 방법을 알고 있다. 미사에게 큰 애정을 갖고 있으며 극장판에서는 남자로 성전환되었다. 미사가 제 2의 키라라는 걸 L에게 들키지 않게 하기 위해 와타리와 L을 죽인다.
- 시도우(シドウShidoh)

- 성우 : 야오 카즈키 / 최창석 / 샘 빈센트

류크에게 데스노트를 도둑맞고 사신대왕의 허락을 얻어 류크가 인간계에 떨어뜨린 노트를 되찾기 위해 인간계로 내려온 사신.
- 제라스(ジェラスJealous)

- 성우 : 마츠야마 켄이치 / 임채헌 / 마이클 돕슨

미사가 손에 넣게 된 데스노트의 본래 주인. 프랑켄슈타인과 비슷한 외모를 지녔다. 항상 인간계를 바라보며 미사를 짝사랑하는 것으로 묘사된다. 훗날 괴한의 습격을 받아 죽었어야할 미사를 데스노트의 힘을 이용하여 살려주는 결과를 낳게되어 죽게됨.
- 킨다라 기벨로스타인

사신랭크 12
- 칼리카차

사신랭크 11
- 델리더블리

- 성우 : 고토 테츠오 / 전태열 / 데이비드 페티트

사신랭크 10 사신 구크와 같이 도박만을 하는 사신. 큰낫을 들고 있음.
- 미드라

사신랭크 9 엄청난 거구의 암컷사신.데스노트 완결후 단편선(키라 사망 3년후)의 C키라에게 노트를 준 사신으로 등장,바나나를 좋아함
- 구크

- 성우 : 오오니시 타케하루 / 권영호 / 리 토카

류크와 교제가 있다고 언급되는 사신. 류크가 인간계로 갈때 배웅 해줬다는 프로필 상의 기록은 있다. 델리더블리와 죽이 잘 맞고 도박을 자주함. 사신랭크 7
- 제르오기

- 성우 : 토쿠메이 키보 / 이광수 / 존 노박

사신랭크 5 인간계에 흥미를 가지는 사신.류크가 인간에게 사육당하고 있다는 사실을 알고 주인인 인간에계 흥미를 가짐. 무례한 편.
- 다릴길로더

사신랭크 3 해골쌓기를 좋아하는 사신.머리 좋기로는 렘보다 더 좋으나 그외 호기심.행동령.인정(자비)가 매우 낮다.
- 아라모니아 저스틴 비욘들 메이슨

- 성우 : 우메즈 히데유키 / 곽윤상 / 마이클 돕슨

사신랭크 2 사신계의 진정한 자문역. 매우 박식하며, 사신계의 규칙을 모두 꿰뚫고 있다. 노트를 잃어버려 어떻게 해야 할 지 몰라 사신대왕을 찾아간 시도우를 사신대왕은 데스노트에 대해서는 아라모니아에게 물어보라고 되돌려 보낼정도로 룰에 대해선 뛰어남. 항상 의자에 앉아 있는 게 특징.
- 누

사신랭크 1 작중에 등장하지 않고 설정에만 등장, 아라모니아보다 지성이 더 높다.
- 사신대왕

모든 것이 불명인 존재. 사신들에게는 영감이라고 불린다. 데스노트를 생성시키는 능력이 있다.

## 야가미 가족
- 야가미 사유(夜神粧裕, Sayu Yagami)
  - 성우 : 쿠도 하루카 / 한신정 / 켈리 메츠거 - 크리스티 마드슨
  - 데스노트 (2006년 영화) : 미츠시마 히카리

1989년 (애니메이션에서는 1992년) 6월 18일생 (14-15세) 신장 147>163cm 체중 38>45kg 혈액형 O형
라이토의 여동생. 밝고 활발한 성격으로 아버지와 오빠를 무척 자랑스러워 하며 존경하고 있다.
- 야가미 사치코(夜神幸子, Sachiko Yagami)
  - 성우 : 사토 아이 / 이소영 / 새프런 헨더슨
  - 데스노트 (2006년 영화) : 고다이 미치코

1962년 (애니메이션에서는 1965년) 10월 10일생 (41-42세) 신장 158cm 체중 50kg 혈액형 O형
라이토와 사유의 어머니

## FBI
- 레이 펜버(レイ・ペンバー, Raye Penber // 영화에서는 레이 이와마츠(レイ・イワマツ, Rei Iwamatsu))
  - 성우 : 이시카와 히데오 / 구자형 / 마이클 애덤스웨이트
  - 배우 : 호소카와 시게키

1974년 (애니메이션에서는 1977~1978년) 12월 31일생 (28세) 신장 180cm 체중 69kg 혈액형 O형
키라 사건을 조사하기 위해 일본에 온 FBI의 수사관 라이토를 미행하며 수사하는 과정에서 라이토의 계략에 빠져 살해당한다. 레이 팬버는 허무하게 죽었지만 훗날 L이 라이토=키라라는 추리를 가능하게 만든 원인이 되었다.
2003년 12월 27일 사망
- 레이 펜버 이외에도 11명의 수사관이 출현한다. 이들 모두 라이토의 계략에 빠져 2003년 12월 27일에 사망했다.

## 니아 & SPK / 멜로
- 니아(ニア, Near)
  - 성우 : 히다카 노리코 / 배정미 / 캐시 웨슬럭
  - 데스노트 L: 새로운 시작 : 후쿠다 나루시

1991년 (애니메이션에서는 1994년) 8월 24일생 (18-19세) 신장 155cm 체중 40kg 혈액형 B형 본명 네이트 리버(Nate River)
와타리가 설립한 시설에서 키워진 L의 후계자중 1명. 곱슬머리가 인상적인 니아는 추리할 때 자신의 머리를 배배 꼬거나 무언가를 맞추고 조립하는 버릇을 가지고 있다. L의 사후, 그의 의지를 이어받아 키라사건을 수사할 조직인 SPK를 만들어 [라이토=키라]라는 사실에 근접한다. 결국 데스노트 극후반부에서 멜로의 죽음을 통한 힌트 & 자신이 세워둔 키라체오의 계획을 통하여 라이토가 키라라는 사실을 증명하는데 성공한다.
- 할 리드너(Halle Lidner)
  - 성우 : 와타나베 아케노 / 이민하 / 리사앤 비리

1980년 2월 18일생 신장 180cm 체중 52kg 혈액형 B형 본명 할 불럭(Halle Bullook)
니아와 함께 키라의 뒤를 쫓는 SPK의 유일한 여성 수사관 X키라인 미카미 테루가 타카다 키요미를 키라의 대변자로 지정한 이후 그녀의 보디가드로 들어가 감시 & 정보를 모으는 일을 맡았다. 멜로와는 우호적인 관계였는지 그가 리드너에게 연락을 취하곤 하였다.
- 앤서니 레스터(Anthony Rester)

본명 앤서니 카터(Anthony Carter)
- - 성우 : 아이자와 마사키 / 김광국 / 마이클 애덤스웨이트

니아와 함께 키라의 뒤를 쫓는 SPK의 수사관 니아가 지휘관으로 불렀던 만큼 우수한 리더쉽과 상황처리 능력을 지녔다. 장난감을 좋아하는 니아를 위하여 같이 놀아주기도 하는 것으로 묘사된다.
- 스티븐 제반니(Stephen Gevanni)
  - 성우 : 타카하시 히로키 / 박만영 / 샘 빈센트

1982년 9월 1일생, 신장 182cm 체중 61kg 혈액형 A형 본명 스티븐 라우드(Stephen Loud)
니아와 함께 키라의 뒤를 쫓는 SPK의 수사관. 미행과 문서등의 위조에 매우 뛰어남. X키라인 미카미의 미행과 뒷조사를 담당하였다. 훗날 미카미가 숨겨둔 진짜 데스노트를 위조하여 라이토가 키라라는 사실을 입증하는데 절정적인 역할을 함.
- 멜로(メロ, Mello)

성우 : 사사키 노조무 / 윤동기 / 데이비드 허위츠
1989년 (애니메이션에서는 1992년) 12월 13일생 (19-20세) 신장 171cm 체중 52kg 혈액형 A형 본명 미하엘 켈 (Mihael Keehl)
와타리가 설립한 시설에서 키워진 L의 후계자중 1명 추리할 때 초콜릿을 마구 씹어먹는 버릇을 가지고 있다. 자신보다 뛰어난 니아를 라이벌로 생각하여 항상 경쟁하였으며 본편에선 니아와는 다르게 대담하고 거친 방법을 통하여 키라를 잡기위해 노력한다. 특히 마피아를 통하여 니아보다 먼저 키라를 잡고, 데스노트를 얻기 위한 계획을 실행에 옮긴다. 데스노트 후반부에서 니아에게 키라를 잡을 결정적인 힌트를 남긴채 타카다 키요미에게 데스노트로 살해당한다.

## 범죄자
- 오토하라다 쿠로(音原田九郎, Kuro Otoharada)

신주쿠서 묻지마 살인을 벌인 범죄자. 2003년 11월 28일, 데스노트를 손에 얻고 실험해 보고 싶었던 야가미 라이토에 의해 이름이 적히고, 시리즈 최초의 희생자가 된다.
- 시부이마루 타쿠오(渋井丸拓男, Takuo Shibuimaru)
  - 성우 : 니시무라 토모히로 / 진웅 / 리 토카

데스노트의 신빙성에 아직 반신반의하던 라이토가 데스노트의 사인을 실험한 두번째 희생자. 지나가던 여성을 희롱하던 폭주족이다. 근처 편의점에서 라이토가 노트에 이름과 사인을 적어 사고사로 사망. 이로써 라이토는 데스노트의 진위성에 대해 확실히 믿게 된다.(데스노트는 죽일 상대의 이름을 4번 틀리면 그 상대는 데스노트에게는 무적이 된다.작중에서 시부이마루 타쿠오가 4번 이상 적혔지만 라이토가 맨 처음에 적은 이름이 자신의 이름이여서 사고사를 당하였다.
- 린드 L. 테일러(Lind L. Tailor)
  - 성우 : 토쿠모토 유키토시 / 위훈 / 존 머피

탐정 L이 키라를 잡기 위해 사용한 범죄자. TV 뉴스에서 라이토를 일부러 자극하고, 그것을 모르던 라이토는 테일러를 노트에 적어 살해하고, 이는 결국 L에게 키라의 존재성 입증과 키라가 일본에 있다는 것을 입증하는 계기가 되었다.
- 오소레다 키이치로(恐田奇一郎, Kiichiro Osoreda)
  - 성우 : 호우키 카츠히사 / 노민 / 브라이언 돕슨

데스노트에 의한 상황 조종을 시험하던 라이토가 FBI 수사관 레이 펜버를 죽이기 위하여 최종적으로 사용한 범죄자. 은행 털이에 실패하고 민간인을 총살하였다. 라이토가 타고 있던 버스에서 라이토의 데스노트를 이용한 계획으로 류크를 보게 되고 버스에서 내렸다가 최후엔 사고사로 사망.

## 기타 인물
- 미소라 나오미(南空ナオミ, Naomi Misora)
  - 성우 : 마츠이 나오코 / 김정아 / 태비사 세인트저메인
  - 데스노트 (2006년 영화) :  세토 아사카

1976년 (애니메이션에서는 1979년) 2월 11일생 (28세), 신장 171cm 체중 46kg 혈액형 A형
전직 FBI의 요원. 데스노트의 어나더 스토리인 『LA BB 연쇄살인사건』에 등장하기도 한다. 그녀는 약혼자인 레이 팬버와 행복하게 살아갈 예정이였으나, 키라에 의해 레이 팬버가 죽자 독자적으로 사건을 수사하여 키라에 대한 실마리를 잡아내는데 성공한다. 그러나 라이토의 계략에 빠져 행방불명 - 사망한 것으로 추정
- 타카다 키요미(高田清美, Kiyomi Takada)
  - 성우 : 사카모토 마아야 / 최하나 / 헤더 도크슨
  - 데스노트 (2006년 영화) : 카타세 나나

1985년 (애니메이션에서는 1988년) 7월 12일생 (18-19세) 신장 166cm 체중 44kg 혈액형 AB형
라이토의 대학 동창이자 옛 애인 졸업후 NHK의 9시 뉴스 앵커로 활약하고 있었다. 열렬한 키라 신봉자인 그녀는 데스노트 2부에서 데스노트를 통한 심판을 할 수 없게 된 라이토가 제 3의 키라로 임명한 미카미 테루에 의하여 키라의 대변자로 활약한다. 그러나 데스노트 후반부에서 라이토의 계략에 의하여 분신자살함
- 아키노 시오리(秋野詩織, Shiori Akino)
  - 성우 : 코시미즈 아미 / 서지연 (유리 역) / 헤더 도크슨
  - 데스노트 (2006년 영화) : 카시이 유우

만화와 애니메이션에서는 비중이 없는 라이토의 고교 동창인 '유리'라는 이름의 여자친구였지만 영화에서는 스토리 전개에 중요한 위치를 차지하고 있는 라이토의 대학 동창이자 여자친구로 등장한다.
- 류우가 히데키(流河旱樹, Hideki Ryuga)
  - 성우 : 니시 켄스케 / 류승곤

다수의 여성 팬을 보유하고 있는 인기 아이돌 가수이다. L이 동도 대학에 입학할 때에 썼던 가명이기도 하다. 미사와 영화 촬영도 함께 하였다.
- 데메가와 히토시(出目川仁, Hitoshi Demegawa)
  - 성우 : 차후린 / 진웅 / 웰더 페리

사쿠라 TV의 PD. 키라 관련 TV 프로그램을 방영한다. 미카미 테루에 의해 사망.
- 타키무라 칸이치(多貴村管一, Kanichi Takimura)

일본 경찰 청장. 데스노트를 노리는 멜로 일행에 의해 납치된 후, 데스노트에 대한 것을 말할 번 했지만, 데스노트가 유출되는 것을 꺼리던 라이토에 의해 데스노트로 조종되어 자살.

## 같이 보기
- 데스노트 (영화) : 영화 시리즈 (데스노트, 라스트 네임, 더 뉴 월드)
- 데스노트: L 새로운 시작 : 스핀오프 작품